# Boxe aux Jeux sud-asiatiques de 2006
Les compétitions de boxe anglaise des Jeux sud-asiatiques de 2006 se sont déroulées du 19 au 22 août à Colombo, Sri Lanka. 

## Podiums
| Catégories                  | Or                  | Argent                 | Bronze                                         |
| Poids mi-mouches (-48 kg)   | Muhammad Nisar Khan | Sanjay Kisan Kolte     | Lobzang Chaminda Tennakoon                     |
| Poids mouches (-51 kg)      | Nauman Karim        | Harsha Kumara          | Hari Krishan Belwal Mohammed Dawood Mohammade  |
| Poids coqs (-54 kg)         | Akhil Kumar         | Abib Ali Baloch        | Mahamud Ali Mithu Mahesh Rijal                 |
| Poids plumes (-57 kg)       | Mehrullah Lasi      | Anthresh Lalit Lakra   | Girchungla Purna Lama                          |
| Poids légers (-60 kg)       | Syed Asghar Ali     | Jai Bhawan             | Gihan Weligalla Abdur Rahim                    |
| Poids super-légers (-64 kg) | aisal Karim         | Sushil Ghimire         | Nawang Lodey Omar Ali                          |
| Poids welters (-69 kg)      | Dur Muhammad        | Samantha Indika Kumara | Anil Gurung Manqoosh Nasimi                    |
| Poids moyens (-75 kg)       | Vijender            | Allah Bux              | Anuruddha Fernando Phurba Wangdi               |
| Poids mi-lourds (-81 kg)    | Dinesh Kumar        | Muhammad Qadir Sultani | Prassanna Sandaruwan Weeratunga Bikash Pariyar |
| Poids lourds (-91 kg)       | Harpreet Singh      | Tanveer Shaukat        | Rasika Priyanga Dissanayake                    |
| Poids super-lourds (+91 kg) | Mirwize Khan        | Varghese Johnson       | Hansar Mohamed Ismail                          |